# Kikis kleiner Lieferservice
Kikis kleiner Lieferservice (jap. 魔女の宅急便, Majo no Takkyūbin, wörtlich: „Der Lieferdienst der Hexe“) ist eine Literaturverfilmung des gleichnamigen Kinderbuches der japanischen Autorin Eiko Kadono. Der Anime-Film aus dem Jahre 1989 entstand unter der Regie von Hayao Miyazaki für das bekannte Filmstudio Ghibli. Erzählt werden die Erlebnisse einer jungen Hexe auf dem Weg zur Selbstständigkeit.
Die deutsche Fassung erschien am 14. November 2005 bei Universum Anime auf DVD und am 5. Juli 2013 auf Blu-ray bei Universum Anime in der traditionellen Studio Ghibli Blu-ray Collection-Edition.

## Handlung
Die junge Hexe Kiki verlässt mit dreizehn Jahren ihre Familie und ihre Freunde, um in einer fremden Stadt ihre Hexenkräfte zu vervollkommnen, so wie es die Tradition von allen jungen Hexen verlangt. Zusammen mit ihrem schwarzen Kater Jiji, der ihr helfend zur Seite steht und in allen Lebenslagen eine ironische Antwort parat hat, gelangt das Mädchen in eine Stadt am Meer. In der ungewohnten und unbekannten Großstadt verfällt das Mädchen zunächst in tiefe Unsicherheit, bis sie eine Bleibe und gute Freunde in einer Bäckerei findet und den Wunsch entwickelt, selbst eine Geschäftsidee zu verwirklichen: einen Lieferservice, den sie mit ihrer Flugfähigkeit betreiben will.
Mit Hilfe der schwangeren Bäckerin Osono und deren Mann erhält Kiki einige Aufträge und freundet sich mit verschiedenen ihrer Kunden an. Unter anderem hilft sie einer älteren Dame dabei, eine Pastete mit einem alten Holzofen zu backen. Sie sammelt wertvolle Erfahrungen und freundet sich mit Tombo an, der sich für alle Arten von Luftfahrzeugen begeistern lässt. 
Durch einen schweren Anfall von Selbstzweifeln verliert Kiki schließlich ihre Zauberkräfte. In dieser schweren persönlichen Krise findet sie Verständnis und Unterstützung bei ihren Freunden. Als Tombo schließlich in eine lebensbedrohliche Situation gerät und Kiki ihn vor einem Absturz aus großer Höhe retten kann, wird sie in der ganzen Stadt bekannt und beliebt und gewinnt auch wieder ihr Vertrauen in sich zurück.

## Synchronisation
Die deutsche Synchronisation entstand bei FFS Film- & Fernseh-Synchron GmbH in München.
| Rolle                 | Japanischer Sprecher (Seiyū) | Deutscher Sprecher |
| --------------------- | ---------------------------- | ------------------ |
| Kiki                  | Minami Takayama              | Melina Borcherding |
| Ursula                | Minami Takayama              | Maren Rainer       |
| Jiji                  | Rei Sakuma                   | Jochen Bendel      |
| Kokiri (Kikis Mutter) | Mieko Nobusawa               | Petra Einhoff      |
| Okino (Kikis Vater)   | Kōichi Miura                 | Claus-Peter Damitz |
| Dōra                  | Shō Saitō                    | Astrid Polak       |
| Tombo                 | Kappei Yamaguchi             | Max Felder         |
| Osono                 | Keiko Toda                   | Alisa Palmer       |
| Ältere Dame           | Haruko Katō                  | Ruth Küllenberg    |
| Bertha                | Hiroko Seki                  | Margit Weinert     |
| Ketto                 | Yuriko Fuchizaki             | Maximilian Belle   |
| Maki (Kettos Tante)   | Kikuko Inoue                 | Elisabeth von Koch |

## Hintergrund
Die Städte Visby und Stockholm sowie grob nachempfundene Elemente aus München und Augsburg dienten als Vorbilder für die Stadt Koriko. Vor Produktionsbeginn wurden Recherchen in skandinavischen Städten durchgeführt: So wurde der Stockholmer Straßenname "Klara Norra Kyrkogata" abgekürzt zu "Klara Norra Ky". Anfangs war außerdem die Figur der Pippi Langstrumpf als Idee noch mit eingeflossen; diese Pläne wurden allerdings verworfen, nachdem die Autorin Astrid Lindgren deren Umsetzung nicht genehmigte.

## Soundtrack
Der Soundtrack wurde von Joe Hisaishi komponiert und 1989 von Tokuma Japan Communications auf CD herausgebracht.

## Kritiken
filmstarts.de urteilte: „‚Kiki´s kleiner Lieferservice‘ ist ein charmanter, liebevoller Kinderfilm der sich mit dem schwierigen Prozess des Selbständigwerdens auseinandersetzt und dazu aufruft mit offenen Augen durchs Leben zu gehen.“
Oliver Armknecht von film-rezensionen.de wertete: „‚Kiki´s kleiner Lieferservice‘ ist auch über 20 Jahre nach Erscheinen ein charmanter Zeichentrickfilm für kleine wie große Kinder, der mit detaillierten Zeichnungen, liebevollen Charakteren und einer zeitlosen Geschichte um das Erwachsenwerden gefällt.“
Top-Videonews kam zu dem Urteil: „Der Anime von Hayao Miyazaki bietet eine abwechslungsreiche und überraschende Handlung, die wohl dosiert auf kleinere Kinder zugeschnitten ist. Wie in den übergreifenden Kapiteln eines Kinderbuches reiht sich ein Ereignis an das andere; jeder Tag bringt neue Abenteuer. Angesiedelt hat Miyazaki das Geschehen in einem skandinavisch anmutenden Ambiente, sehr liebevoll im Detail und genau beobachtet in den wechselnden Stimmungen einer Küstenstadt.“
Katrin Doerksen beurteilte den Film 2020 für kino-zeit.de und schrieb: „Indem Hayao Miyazaki seine Geschichte einer unsicheren Heranwachsenden in einer unübersichtlichen Welt vor einem solchen Setting ansiedelt und die Register derartiger visueller und gesellschaftlicher Traumata zieht, muss er nicht offen sentimental werden, damit wir begreifen, dass er Tränen über das Scheitern der Utopie der Moderne vergießt. Und so schauen wir Kikis kleiner Lieferservice auch 30 Jahre nach seinem Erscheinen noch immer mit einem lachenden und einem weinenden Auge.“

## Auszeichnungen
Kikis kleiner Lieferservice erhielt 1989 als erster Film den Großen Animations-Preis beim Mainichi Eiga Concours. Hayao Miyazaki wurde bei den Kinema Junpo Awards 1990 als Bester japanischer Regisseur ausgezeichnet, bei den Japanese Academy Awards gewann der Film in der Kategorie Populärster Film.